# Sabah Al-Ahmad Al-Jaber Al-Sabah
Sheikh Sabah IV Al-Ahmad Al-Jaber Al-Sabah (صباح الأحمد الجابر الصباح Ṣabāḥ al-ʼAḥmad al-Jābir aṣ-Ṣabāḥ; sau Sabah al Ahmad al-Djaber as-Sabah, n. 16 iunie 1929, Kuweit, Kuweit – d. 29 septembrie 2020, Rochester, Minnesota, SUA) a fost Emirul Kuweitului. Sheikh Sabah a depus jurământul la 29 ianuarie 2006 după confirmarea de către Adunarea Națională a Kuweitului. A fost al patrulea fiu al Emirului  Ahmad Al-Jaber Al-Sabah. A introdus mai multe proiecte noi pentru creșterea industriei turismului. De asemenea, a fost un avocat al drepturilor femeilor în Orientul Mijlociu.
Emirul Sabah al IV-lea s-a născut la Kuweit în 1929. El a învățat în a doua jumătate a anilor 1930 la Școala Al Mubarakiya și și-a completat învățătura cu profesori particulari. El a fost frate vitreg al fostului emir Sheikh Djaber al III-lea al Ahmad al Djaber, care l-a numit prim ministru in iulie 2003, înlocuindu-l pe prințul moștenitor la acea dată, Sheikh Saad Al Abdullah Al Salim As Sabah. Înainte de aceasta, el a îndeplinit vreme de 40 ani, între anii 1963-2003 funcția de ministru de externe al Kuweitului. 
Emirul Sabah al IV-lea a fost văduv. Sotia sa, Sheikha Fituh, a murit înainte de invazia irakiană din august 1990.
El are doi fii - Sheikh Nasser, ministru pentru Divanul Emiratului și Sheikh Hamed. Alți doi copii ai săi au decedat.
Fiica sa, Sheikha Salwa, a murit de cancer de sân în iulie 2002. În amintirea ei, emirul și-a numit palatul Dar Salwa, adică Casa Salwei. Un al treilea fiu, Sheikh Ahmed, a murit într un accident de automobil în 1969.    